# Vis d'Archimède
Pour les articles homonymes, voir Vis.

L'image animée représente un moyen de transfert de solide robuste et utilisé dans l'industrie.

La vis d'Archimède, aussi appelée escargot, pompe à vis, ou encore vis sans fin, est un dispositif qu'Archimède aurait mis au point lors d'un voyage en Égypte, permettant aux habitants du bord du Nil d'arroser leurs terrains. Certains auteurs ont suggéré qu'il était déjà en usage en Assyrie 350 ans plus tôt, notamment pour alimenter en eau les jardins suspendus de Babylone. Léonard de Vinci s'en est inspiré pour sa vis aérienne.

## Description

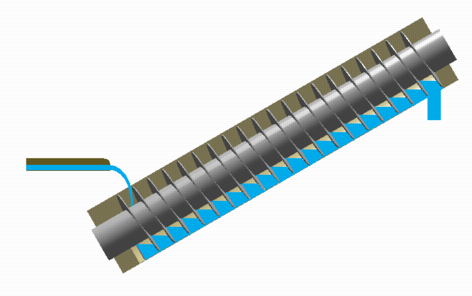
Vis d'Archimède utilisée pour pomper de l'eau.

Bien que proche des vis de fixation par le nom et l'apparence, son mode de fonctionnement la classe dans la famille des hélices. Il faut distinguer la vis d'Archimède d'origine, qui est un système de pompage de liquide, et les systèmes ayant un rotor qui permettent de transférer des solides ou d'impulser un mouvement à un liquide.
Le premier type de vis d'Archimède est une machine élévatoire fonctionnant à pression atmosphérique. On la trouve généralement en entrée de station d’épuration ou dans des postes de drainage de terres agricoles (par exemple dans le nord de la France dans les wateringues). C'est la forme spécifique du rotor qui fait que le liquide remonte le long de la vis.
Physiquement les paramètres majeurs d'influence sont le diamètre extérieur, le pas des spires, le nombre de spires, l'angle d'inclinaison et la vitesse de rotation. À débit équivalent, la section de passage d'une vis d'Archimède est supérieure à celle des pompes centrifuges. C'est pour cela qu'on la trouve généralement dans les réseaux d'assainissement.

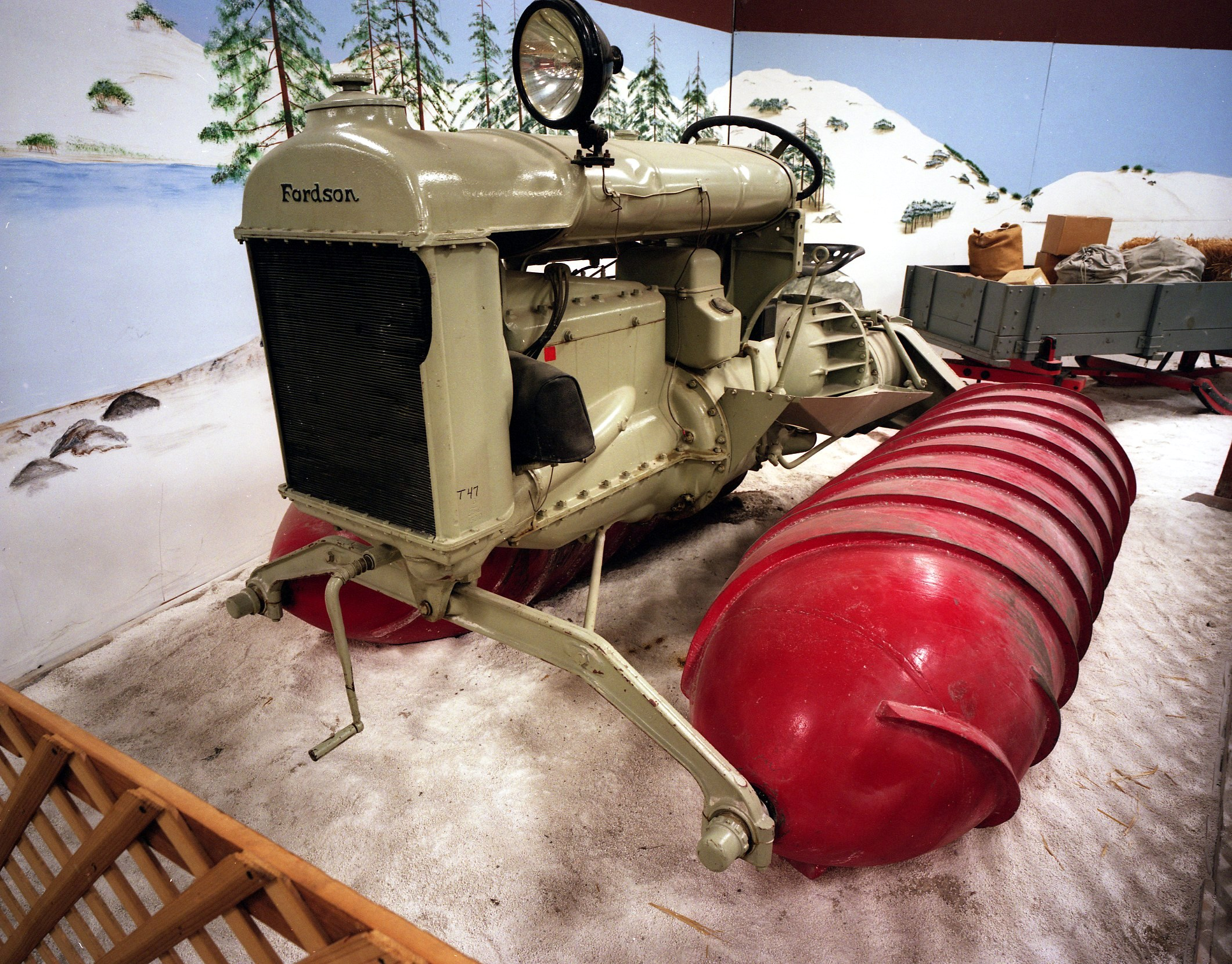
Tracteur Fordson 1926.

Certains véhicules spécifiques (sur neige et sur sable, entre autres) sont équipés d'un système de propulsion utilisant ce type de vis.
Les vis y sont généralement installées en paire, l'une tournant en sens inverse de l'autre.

## Utilisation moderne

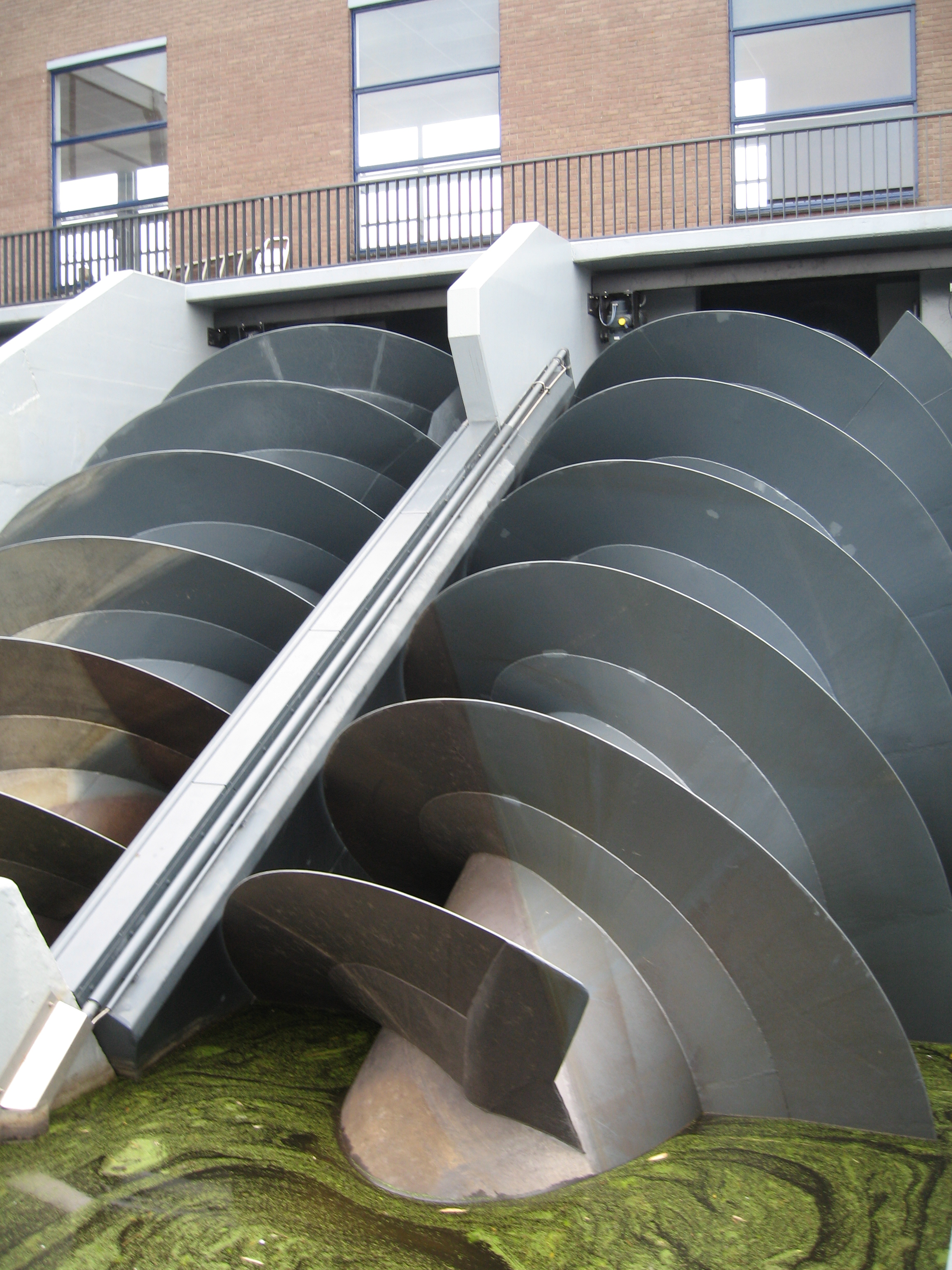
Double vis d'Archimède utilisée pour pomper l'eau boueuse des polders, à Kinderdijk, aux Pays-Bas.

Elle est encore utilisée dans de nombreuses applications un peu partout dans le monde, pour déplacer (généralement en les hissant) des liquides (pompage d'eau souterraine) ou de matières en poudre ou en grain (silos).Dans les stations d'épuration et dans la mer
Les mécaniciens grecs nous indiquent[réf. souhaitée] l'utilisation d'un module pour définir les différentes dimensions de la vis. Le module étant défini comme la longueur de la vis, le diamètre de la vis représente 1/16e de module, le pas de l'hélice 1/8e, le diamètre du cylindre enveloppe est égal au pas de l’hélice. L’inclinaison de l’ensemble doit être de 3 hauteurs pour 4 de base ce qui représente le triangle pythagoricien.
En 1939, l'ingénieur français René Moineau dépose  un brevet dit de capsulisme fondé sur ce principe, et connu encore aujourd'hui sous le nom de Pompe Moineau.
À la même époque, un système similaire a été développé en Allemagne.[réf. souhaitée]
Ce principe est celui qui est aussi utilisé dans les pompes à vide et/ou certains types de compresseurs industriels.

## Vis inversée
C'est depuis 1997 que l’inversion du mode de fonctionnement de la vis a été employée pour produire de l’énergie : la vis est entrainée par le passage d'un courant d'eau. Il s'agit de la turbine à vis hydrodynamique.

Celles-ci sont installées le long des rivières au niveau d'un barrage ; la déclivité permet de faire tourner la vis d'Archimède en sens inversé du mode pompage. La puissance électrique générée dépend du débit et de la hauteur de chute Ce type de turbine est adapté aux basses chutes à débits variables, et son rendement est de 86 %. 